# 정승일 (1965년)
정승일(鄭升一, 1965년 7월 27일 ~ )은 대한민국의 공무원이다. 본관은 하동이며, 대구 출생이다.

## 학력
- 경성고등학교 졸업
- 서울대학교 경영학과 졸업
- 서울대학교 경영대학원 경영학 석사

## 경력
- 1989년 제33회 행정고시 합격
- 기아경제연구소 연구원
- 동력자원부 법무담당관실 사무관
- 동력자원부 에너지지도과 사무관
- 동력자원부 장관비서관
- 상공자원부 북방통상과 사무관
- 통상산업부 미주통상과 사무관
- 주미국대사관 상무관보
- 대통령비서실 행정관
- 주영국대사관 상무관
- 산업자원부 방사성폐기물과장
- 산업자원부 반도체전기과장
- 산업자원부 반도체디스플레이팀장
- 산업자원부 가스산업팀장
- 지식경제부 장관비서관(서기관)
- 지식경제부 장관비서관(부이사관)
- 지식경제부 운영지원과장
- 지식경제부 외국인투자지원센터 종합행정지원실장
- 지식경제부 우정사업본부 예금사업단장(고위공무원)
- 지식경제부 에너지산업정책관
- 산업통상자원부 에너지자원실 에너지산업정책관
- 산업통상자원부 통상교섭실 자유무역협정정책관
- 산업통상자원부 무역투자실장
- 산업통상자원부 에너지자원실장
- 2018년 1월 ~ 2018년 9월 : 한국가스공사 사장
- 2018년 9월 27일 ~ 2020년 11월 : 산업통상자원부 차관
- 2021년 6월 ~ 2023년 5월: 한국전력공사 사장
- 2021년 7월 ~ 2023년 5월 : 대한전기협회 회장
- 한국에너지공과대학교 이사장
- 트러스톤자산운용 고문
- 2024년 3월 ~ : 삼성전기 사외이사